# Griže, Ivančna Gorica
Griže este o localitate din comuna Ivančna Gorica, Slovenia, cu o populație de 17 locuitori.